# Vladimir Toguzov
Vladimir Toguzov (n. 31 august 1966, Potsdam, RDG) este un luptător ce a reprezentat URSS, Echipa Unificată și Ucraina, medaliat olimpic. A participat la 3 ediții ale Jocurilor Olimpice (1988, 1992, 1996) în care a câștigat o medalie de bronz.